# Synnöve Solbakken (1919)
Synnöve Solbakken är en svensk dramafilm i sju akter från 1919 i regi av John W. Brunius. Filmen är baserad på Bjørnstjerne Bjørnsons roman med samma namn från 1857. I huvudrollerna ses Karin Molander, Lars Hanson och Egil Eide. 

## Handling
Thorbjörn och Synnöve förälskar sig i varandra redan som barn. Han får rykte om sig att vara en slagskämpe och hennes föräldrar anser att han är olämplig för henne. De träffas inte på flera år och under tiden avvisar Synnöve flera friare. När Thorbjörn blir knivhuggen inser Synnöves föräldrar att hans trots allt inte är så våldsam och accepterar hans frieri.

## Rollista i urval

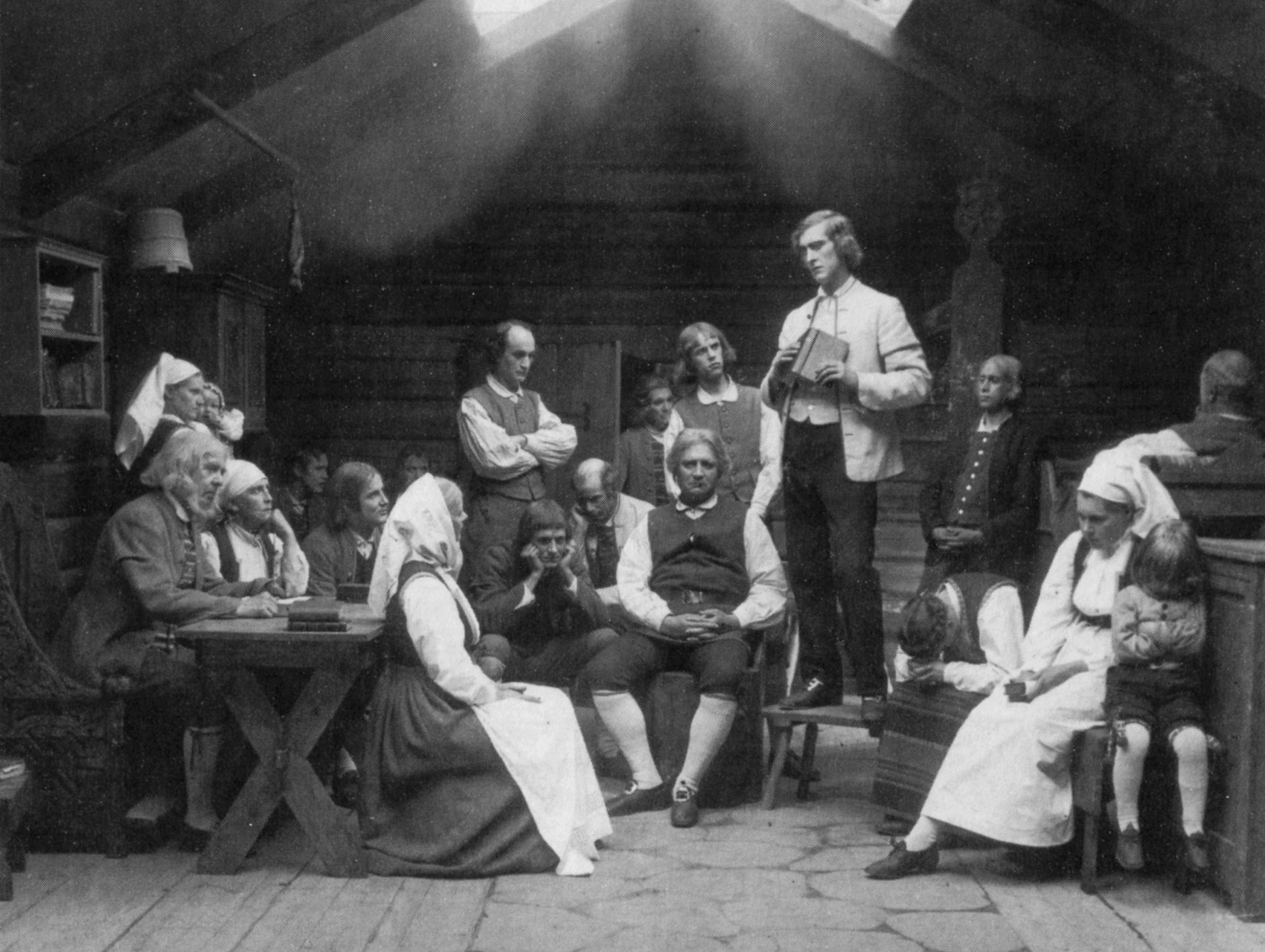
Scen ur filmen.

- Karin Molander - Synnöve Solbakken
- Lars Hanson - Thorbjörn Granliden
- Egil Eide - Sæmund Granliden, Thorbjörns far
- Hjalmar Peters - Guttorm Solbakken, Synnöves far
- Svea Peters - Ingebjörg Granliden, Thorbjörns mor
- Ingrid Sandahl - Karen Solbakken, Synnöves mor
- Einar Rød - Aslak, dräng på Granliden
- Ellen Dall - Ingrid Granliden, Thorbjörns syster
- Gösta Cederlund - Knud Nordhaug
- Torsten Bergström - Knuds kamrat
- Einar Bruun - Knuds kamrat
- Artur Cederborgh - Knuds kamrat
- Lisa Holm - bruden
- Justus Hagman - läkaren
- Palle Brunius - Thorbjörn som barn
- Solveig Hedengran - Synnöve som barn
- Stina Kåge - Ingrid som barn
- som statister medverkar lokalbefolkningen runt Gudbrandsdalen

## Om filmen
Filmens exteriörer är inspelade i Gudbrandsdalen i Oppland fylke. Den premiärvisades 20 oktober 1919 på biograf  Metropol Helsingborg. Som förlaga har man Bjørnstjerne Bjørnsons roman Synnöve Solbakken från 1857. Romanen har filmatiserats ytterligare två gånger i Sverige, 1934 och 1957. 